# Sulaiman Schah

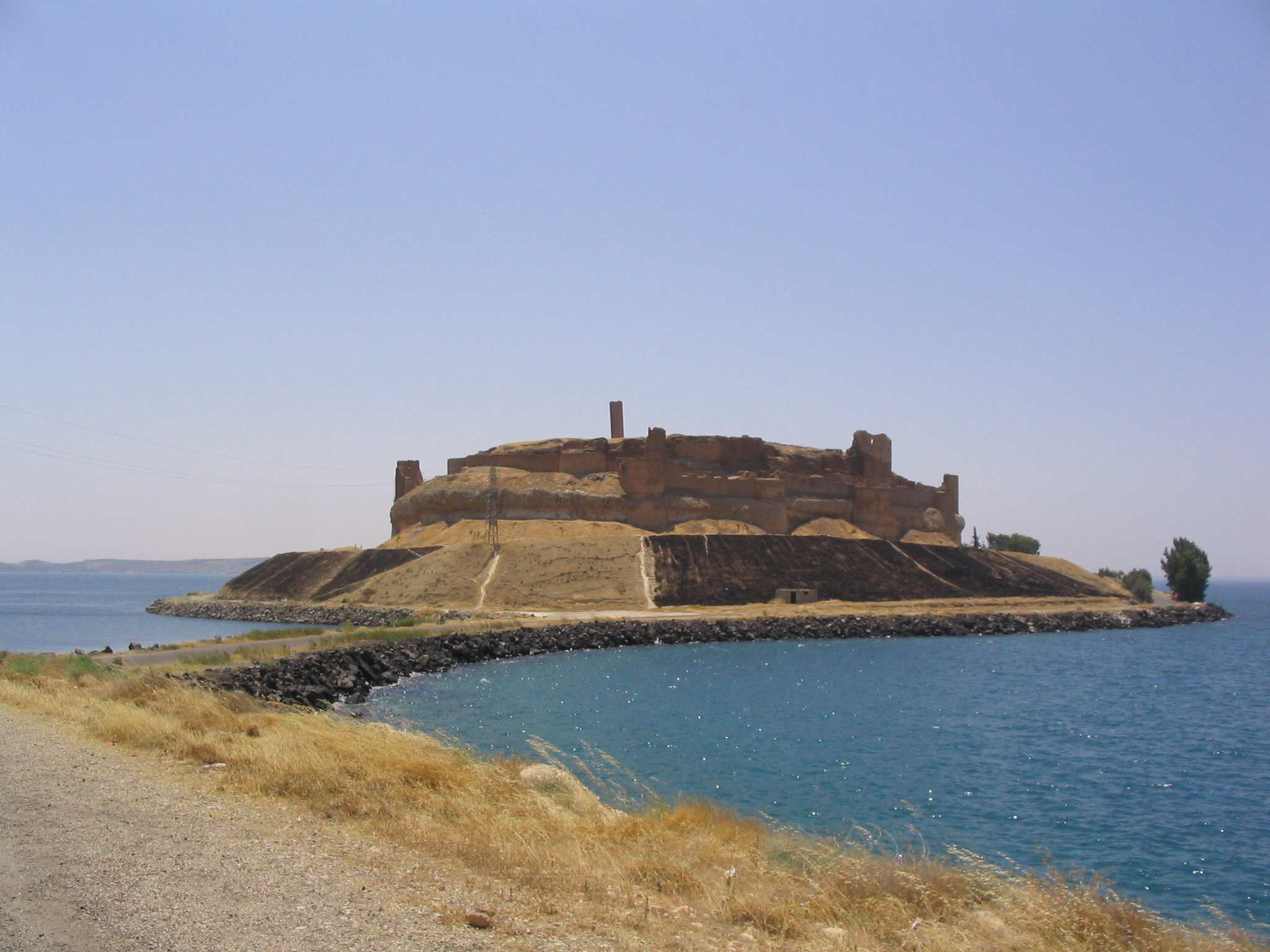
Ehemalige Lage des Grabs von Suleiman Schah: Burg Qalʿat Dschaʿbar

Sulaiman Schah (osmanisch سلیمان شاه, türkisch Süleyman Şah, vollständig: سلیمان بن کیا آلپ Süleyman b. Kaya Alp; * um 1178; † 1236) war nach Angabe des Historiographen Aschikpaschazade der Großvater des Gründers des Osmanischen Reiches, Osman I. Diese Ansicht gilt zwar als widerlegt, trotzdem genießt Sulaiman Schah in der Türkei heute noch ein hohes Ansehen.

## Leben
Zeitgenössische Quellen über Süleiman Schahs Leben existieren nicht. Überlieferungen zufolge war er gegen Ende des 12. Jahrhunderts ein Stammesführer der oghusischen Kayı. Während der kriegerischen Auseinandersetzungen mit den Mongolen unter der Führung von Dschingis Khan wurde Sulaiman Schah mit seinen Stämmen aus Turkestan vertrieben; so wanderte er mit seinen Stämmen in Richtung Ostanatolien aus. Dort ließ er sich mit seinen Stämmen im Jahr 1214 in der Nähe des heutigen Erzincan nieder. Einige der Stammesangehörigen wanderten später weiter und ließen sich in den heutigen Städten Diyarbakır, Mardin und Urfa nieder.

## Tod und Sulaiman Schahs Grab
Es wird angenommen, dass Sulaiman Schah und einige seiner Gefolgsleute vom oghusischen Stamm Kayı unter nicht bekannten Umständen im Euphrat ertrunken sind. Sein angenommenes Grab liegt im heutigen Nordsyrien. Die ursprüngliche Position bei der Burg Qal'at Dscha'bar wurde 1974 bei einem Stauseeprojekt der Tabqa-Talsperre überflutet und das Grab deshalb rund 100 km nach Norden verlegt. Seit dem Vertrag von Ankara von 1921 war das Areal des Grabes bis 2015 unter türkischer Kontrolle. Das Gebiet und das Grab von Sulaiman Schah wurde rund um die Uhr von türkischen Soldaten bewacht und geschützt.
Im Bürgerkrieg in Syrien drohte der „Islamische Staat“ mit der Zerstörung des Grabes. Daraufhin überquerte am 23. April 2014 ein türkischer Militärkonvoi bestehend aus 300 Soldaten, sechs Panzern und mehreren gepanzerten Fahrzeugen die syrische Grenze, um das Grab zu schützen. Begründet mit dem Druck der IS-Miliz hat die Türkei in der Nacht zum 22. Februar 2015 eigene Soldaten damit beauftragt, das Grabmal räumen zu lassen und in den Ort Eschme innerhalb Syriens zu bringen, welches näher an der türkischen Grenze ist. Die alte Grabanlage wurde von den Soldaten zerstört.